# CALLING (VAMPSの曲)
「CALLING」（コーリング）は、日本のロックユニット、VAMPSの12枚目のシングル。2017年3月22日発売。発売元はユニバーサルミュージック内のレーベル、Virgin Music。

## 解説
前作「INSIDE OF ME feat. Chris Motionless of Motionless In White」以来約半年ぶりとなるシングルで、4thアルバム『UNDERWORLD』の先行シングルとなっている。
本作の表題曲「CALLING」は、ラウドサウンドと、メランコリックかつメロディックなボーカルが印象的なロックナンバー。この曲のプロデュースはファイヴ・フィンガー・デス・パンチや、パパ・ローチの作品を手掛けた音楽プロデューサー、ケイン・チャーコが担当している。なお、この曲はケイン・チャーコとアルバム『UNDERWORLD』の制作を進めることを決めた後、最初に行われたレコーディングで録られたという。作曲を担当したK.A.Zは、この曲について「聴いた瞬間に理屈抜きでかっこいいと思えるサウンドを意識して作った」と語っている。なお、HYDEはアルバムの先行シングルの表題曲をこの曲に決めた経緯について「（レコーディングを経て）他の曲が出揃ってきても、やっぱり「CALLING」かなって、満場一致で決まりました。やっぱりまだまだシングルは勢いのある曲で行きたかったんで」と述べている。
なお、この曲のミュージック・ビデオはアルバム『UNDERWORLD』のリリース日となる2017年4月26日に、公式YouTubeアーティストチャンネルにおいて無料公開されている。なお、映像はアメリカ・ロサンゼルスで撮影されており、ディレクターとしてファイヴ・フィンガー・デス・パンチの作品などのミュージック・ビデオなどを手掛けたニック・ピーターソンが起用されている。
カップリングには、HYDEが幼い頃から愛聴していたイギリスのニュー・ウェイヴバンド、デペッシュ・モードの楽曲「エンジョイ・ザ・サイレンス」のカバー音源が収録されている。
本作は、初回限定盤（CD）、通常盤（CD）の2形態でリリースされた。初回限定盤には、カップリングとして上記のカバー音源の他に、2016年9月にライヴツアー「VAMPS LIVE 2016」の追加公演として舞浜アンフィシアターで行われた"Acoustic Day"から、「THE PAST」「REPLAY」「SWEET DREAMS」の3曲のライヴ音源が収録されている。なお、この3曲はライヴのコンセプトに合わせ、アコースティックテイストのリアレンジが施されている。

## 収録曲
| #  | タイトル              | 作詞              | 作曲        | プロデュース | 時間 |
| -- | --------------------- | ----------------- | ----------- | ------------ | ---- |
| 1. | 「CALLING」           | Kane Churko, HYDE | K.A.Z       | Kane Churko  | 2:57 |
| 2. | 「ENJOY THE SILENCE」 | Martin Gore       | Martin Gore | Kane Churko  | 3:39 |

| #  | タイトル                                                          | 作詞              | 作曲        | プロデュース | 時間 |
| -- | ----------------------------------------------------------------- | ----------------- | ----------- | ------------ | ---- |
| 1. | 「CALLING」                                                       | Kane Churko, HYDE | K.A.Z       | Kane Churko  | 2:57 |
| 2. | 「ENJOY THE SILENCE」                                             | Martin Gore       | Martin Gore | Kane Churko  | 3:39 |
| 3. | 「THE PAST -Live-」(VAMPS LIVE 2016 Acoustic Day (2016.9.20))     | HYDE              | K.A.Z       | VAMPS        | 5:02 |
| 4. | 「REPLAY -Live-」(VAMPS LIVE 2016 Acoustic Day (2016.9.20))       | HYDE              | K.A.Z       | VAMPS        | 4:42 |
| 5. | 「SWEET DREAMS -Live-」(VAMPS LIVE 2016 Acoustic Day (2016.9.20)) | HYDE              | K.A.Z       | VAMPS        | 7:22 |

## 参加ミュージシャン
CALLING
- HYDE：Vocal
- K.A.Z：Guitar, Programming
  - Kane Churko：Bass, Programming

## 収録アルバム
- 『UNDERWORLD』 (#1)